# Fort Erie
Fort Erie [fɔɹtˈɪɹi] ist eine Stadt am Niagara River in Ontario, Kanada. Der Niagara River stellt eine natürliche Grenze zwischen Kanada und Buffalo, New York, USA dar.
Fort Erie, von den Briten 1764 errichtet, diente während der Amerikanischen Unabhängigkeitsbewegung als Rüstungslager für die britischen Streitkräfte. Als 1812 der Krieg zwischen den USA und Großbritannien ausbrach, befand sich Fort Erie inmitten einer Neubauphase, sodass die Briten von den Amerikanern überrascht wurden und Fort Erie an dieselbigen verloren. Die Amerikaner besetzten Fort Erie eine Zeit lang und konnten dadurch zwei Angriffsversuche der Briten abwehren. Später zerstörten die Amerikaner Fort Erie und kehrten im Winter 1814 nach Buffalo zurück. Die Ruinen wurden 1939 als Touristenattraktion restauriert.
Am 7. August 1927 wurde die Peace Bridge zwischen Buffalo und Fort Erie eröffnet.

## Persönlichkeiten
- Albert Jull (1864–1940), neuseeländischer Politiker
- Brian Stapleton (* 1951), Eishockeyspieler
- Trevor Parkes (* 1991), Eishockeyspieler
- Tom Reid (* 1946), Eishockeyspieler